# The Hits
The Hits är ett remixalbum med Amii Stewart från 1985. Det innehåller en samling remixar av Amii Stewart hitlåtar från slutet av 1970- och början av 1980-talet, bland annat Knock On Wood.